# Pouye jezik
Pouye jezik (ISO 639-3: bye), papuanski jezik sepičke porodice, kojim govori oko 960 ljudi (2003 SIL) iz plemena Pouye u sedam sela u provinciji Sandaun (sun-down), Papua Nova Gvineja. Srodni su mu awtuw [kmn] i karawa [xrw] s kojimna čini skupinu ram, a leksučki najbliži karawa, 67%.
Većina ih govori i jezikom tok pisin; pismo latinica.

## Vanjske poveznice
- Ethnologue (14th)
- Ethnologue (15th)